# خداحافظ ژوپیتر (فیلم)
خداحافظ ژوپیتر (به ژاپنی: Sayonara Jupiter؛ به انگلیسی: Bye Bye Jupiter) نام فیلمی ساخت کشور ژاپن در سال ۱۹۸۴ است.